# Frontlines (Roblox)
Frontlines — компьютерная игра в жанре шутера от первого лица, основанная на Roblox и разработанная Maximillian Studios. Игра вышла в 2022 году.
Исполнительный продюсер Maximilian Studios, Кларенс Максимилиан, вдохновлялся Call of Duty: Modern Warfare 2.

## Игровой процесс
Frontlines отличается от других игр на базе Roblox своим графическим исполнением и боевой системой. Например, модели персонажей относительно реалистичные, когда как в основном в Roblox используются аватары, напоминающие лего-человечков.
Игрок может создавать свои собственные наборы экипировки (лоудауты), выбирая из множества известного огнестрельного оружия, которое можно подвергнуть модификации.
В игре присутствуют следующие режимы карт:
- Team deathmatch[3] (с англ. — «Смертельная схватка») — игроки из одной команды пытаются убить как можно больше игроков из другой команды;
- Domination[3] (с англ. — «Доминирование») — игроки должны захватить и удержать как можно больше точек на карте;
- Kill Confirmed[3] (с англ. — «Убийство подтверждено») — схож с team deathmatch, но после убийства противника игрок должен собрать с его трупа жетон и отнести на одну из двух специальных точек на карте, которые перемещаются со временем;
- King of the Hill (с англ. — «Царь горы») — команды соревнуются в удержании единственной, но перемещающейся точки на карте.